# Nessuna fretta di partire
Nessuna fretta di partire  è il primo album in studio del gruppo musicale post-rock italiano Camera 66, pubblicato nel 2005.

## Tracce
1. niente da dire
2. aprile
3. viaggio a due
4. frammenti
5. sobrie ragioni
6. 15 minuti...
7. ancora
8. nessuna fretta di partire
9. sfumature